# Batalla de Peralonso
La Batalla de Peralonso, también conocida como Batalla de la Amarilla, fue un enfrentamiento militar ocurrido durante los días 15 y 16 de diciembre de 1899, en el marco de la Guerra de los Mil Días, entre los liberales comandados por Rafael Uribe Uribe y Benjamín Herrera contra las tropas del gobierno nacionalista comandadas por Vicente Villamizar y Jorge Holguín. Fue la más importante y una de las pocas batallas ganadas por los liberales.

## Antecedentes
La Campaña de Santander fue la primera gran campaña de la Guerra de los Mil Días, librada en lo que hoy son los departamentos de Santander y Norte de Santander. Luego de la derrota liberal en la Batalla de Bucaramanga el 13 de noviembre, Rafael Uribe Uribe retiró sus fuerzas con la esperanza de llegar a Cúcuta. Esta ciudad estaba en poder del ejército de Benjamín Herrera quien fue tomada al inicio de la guerra derrotando a la guarnición comandada por Luis Morales Berti y cercana a la frontera con Venezuela, donde los rebeldes esperaban recibir apoyo militar y económico de Cipriano Castro. La respuesta del gobierno nacionalista a la victoria de Bucaramanga fue lenta; esperó casi un mes antes de hacer algún intento serio de presionar a los rebeldes. El general del gobierno Ramón González Valencia fue inicialmente autorizado por su superior, Vicente Villamizar, para perseguir a las fuerzas de Uribe y derrotarlas antes de que pudieran unirse a las fuerzas de Herrera. Sin embargo, Villamizar derogó esta orden poco después del 27 de noviembre y ordenó a González que esperara la llegada de las Divisiones I y II del general Isaías Luján.
Esta demora permitió a Uribe llegar a salvo a Cúcuta y vincularse no solo con Herrera, sino también con el general Justo Leónidas Durán, quien había formado su propio ejército rebelde autónomo. Cuando el ejército conservador, de 8.000 soldados, avanzó sobre Cúcuta, obligó a los liberales a retirarse. La retirada liberal fragmentó al ejército rebelde, dividiéndolo nuevamente en los tres ejércitos autónomos comandados por Uribe, Herrera y Durán. Convergieron alrededor de Cerro Tasajero, una colina estratégica protegida por el río Táchira y la frontera con Venezuela al oeste, y la línea férrea de Aguablanca que une Cúcuta con Puerto Villamizar. Herrera acampó al oeste de la línea de Aguablanca, Uribe acampó en las alturas y Durán acampó en la frontera con Venezuela, donde esperaban el próximo movimiento de los nacionalistas.

## Disputa por el mando Gubernamental
El ataque conservador se retrasó considerablemente por disputas internas por el mando del ejército. El presidente Manuel Antonio Sanclemente pretendía ascender al general Manuel Casabianca Welsares comandante del Teatro de Operaciones del Noreste. El ministro de Guerra José Santos, conservador y rival del gabinete conservador-nacionalista de Sanclemente , nombró a Villamizar para el cargo el 22 de noviembre.
Varios generales del gobierno, incluido Ramón González Valencia, protestaron y le enviaron un telegrama a Casabianca informándole que esperaban su llegada para reconocerlo como comandante del Teatro del Noreste. A la llegada de Casabianca, sin embargo, se dio cuenta de que Bogotá no le había otorgado el cargo y optó por regresar a su destino original en la costa atlántica para evitar una posible revuelta dentro de las filas nacionalistas. Esto dejó a Villamizar a cargo,por decisión de Santos, convirtiéndolo en el Generalísimo del Ejército del Nordeste.

## La batalla

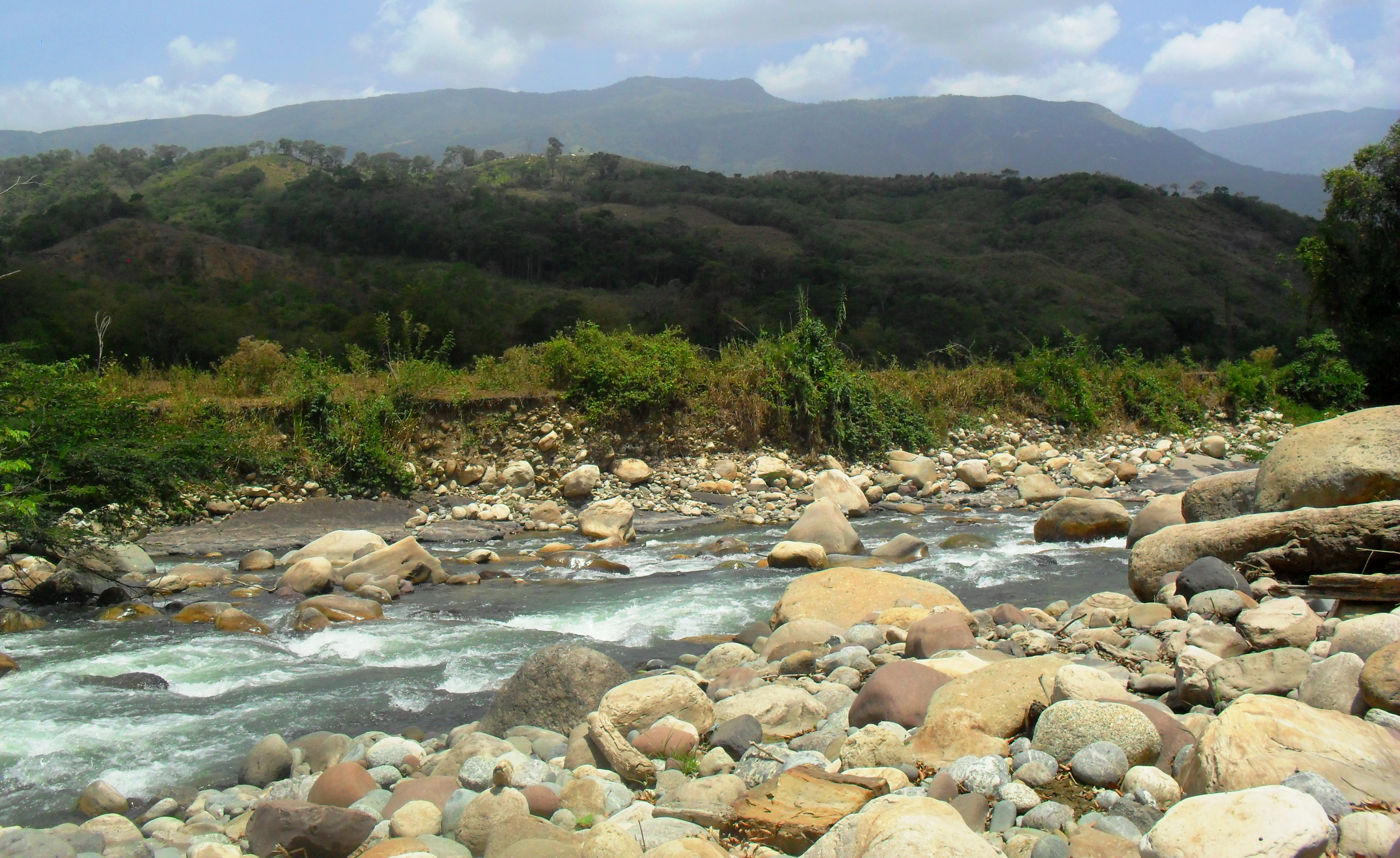
Rio Peralonso en donde ocurrió la batalla.

Mientras la dirigencia nacionalista y conservadora se disputaba el mando del Teatro del Noreste, los ejércitos liberales autónomos esperaban el movimiento de su oponente desde sus posiciones en Cerro Tasajero y sus alrededores,una colina en la frontera con Venezuela. Aunque esas posiciones eran defendibles, los liberales carecían de municiones para defender la colina contra un asalto concentrado. Las dos partes intercambiaron mensajes e intentaron iniciar negociaciones.  Estos resultaron infructuosos, sin embargo, y en la noche del 13 de diciembre, los rebeldes abandonaron en secreto Cerro Tasajero, dejando atrás una fuerza simbólica para continuar quemando fogatas para que las fuerzas gubernamentales no descubrieran su movimiento hasta el amanecer.
Los liberales esperaban cruzar el río Zulia al oeste de Cúcuta y escapar de las fuerzas conservadoras. Los rebeldes cruzaron el Zulia por un afluente, el río Peralonso. Aunque el Peralonso era lo suficientemente poco profundo para que los soldados lo cruzaran, la lluvia había aumentado el agua, lo que los obligó a cruzar por el puente La Laja, un pequeño puente colgante que cruzaba el río. La lluvia paró la noche del 14 de diciembre.  Las fuerzas de avanzada nacionalistas al mando de González alcanzaron a los liberales en el Peralonso en la mañana del 15 de diciembre, y ambos bandos cavaron trincheras a ambos lados del río. Los liberales ocuparon la orilla occidental del río y los nacionalistas ocuparon la orilla oriental. Las dos líneas de batalla se extendían desde Amarilla al norte hasta Caimito al sur.
Los dos ejércitos intercambiaron disparos de manera ineficaz durante el transcurso del día, y Villamizar aparentemente no estaba dispuesto a comprometer sus reservas.  La vanguardia de González estaba desabastecida y exhausta. Sin embargo, las posiciones del gobierno eran más favorables, ya que podían refugiarse detrás de una cerca de piedra y disparar a través de rendijas al otro lado del río.
Como resultado, los liberales no pudieron hacer retroceder a las fuerzas gubernamentales y sufrieron grandes pérdidas al intentar tomar el puente La Laja.  Los refuerzos Nacionalistas llegaron esa noche. Sin embargo, estos llegaron poco a poco, ya que la línea conservadora se extendía más de siete leguas, con el cuartel general de Villamizar establecido en el otro extremo de esta línea. Para complicar aún más la situación de los nacionalistas, Villamizar solo estaba dando sus órdenes verbalmente. 
En la mañana del 16 de diciembre, las fuerzas conservadoras intentaron forzar un cruce al sur del puente La Laja en otro puente en Caimito. Este ataque fracasó y, a las 9:00 a. m., la fuerza principal del ejército conservador había llegado para reforzar las fuerzas de avanzada.  Esto le dio a las fuerzas del gobierno una ventaja significativa y les permitió hacer retroceder lentamente a los liberales, hiriendo a Herrera en la pierna en el proceso.  A las 12:00 horas, un batallón del gobierno vadeó el Peralonso en Amarilla y logró avanzar sobre el cuartel liberal en La Zulita. Sin embargo, Villamizar ordenó a este batallón que volviera a su posición en el flanco del gobierno, abandonando el ataque. 
El momento decisivo llegó a las 16:30 horas, cuando Uribe y un pequeño grupo de entre 10 y 14 hombres cargaron a pie por el puente La Laja.  Los defensores gubernamentales no lograron infligir ninguna pérdida al partido de Uribe, solo lograron herir al propio Uribe en la pierna,  y cuando el partido liberal cruzó el puente, los nacionalistas abandonaron su posición. Con el flanco gubernamental vulnerable, más rebeldes avanzaron por el puente La Laja y comenzaron a empujar hacia la línea del gobierno. 
En un momento de confusión, el mando nacionalista señaló una retirada a los clarines que se transformó en una multitudinaria desbandada. El pánico se extendió por las filas nacionalistas cuando los soldados del gobierno soltaron sus armas y abandonaron sus posiciones en el campo de batalla.  Las fuerzas liberales expulsaron a su enemigo del campo, finalizando la persecución al caer la noche, donde regresaron para recuperar las armas, municiones y otros materiales que los nacionalistas habían dejado a donde huyeron. La batalla había terminado con una victoria liberal.

## Polémica por la Acusación de Uribe

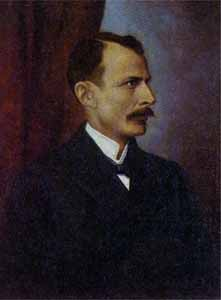
Retrato de Rafael Uribe Uribe por Francisco Antonio Cano.

Después de la batalla de Peralonso, tanto los comandantes liberales como los nacionalistas y conservadores disputaron el motivo del colapso de los gubernamentales frente a la carga de Uribe por el puente La Laja. Para los comandantes liberales, lo que estaba en juego era la reputación personal y el crédito por la victoria. Durán y Herrera cuestionaron la afirmación de que Uribe fue responsable de la victoria en Peralonso. En sus memorias, Durán hace referencia a una publicación de enero de 1900 de un grupo de oficiales liberales, incluidos tres que afirmaron haber acompañado a Uribe en su cargo. Los autores afirmaron que el ejército conservador ya había iniciado su retirada antes de la carga de Uribe.  El historiador colombiano Jorge Martínez Landínez ha argumentado que la habilidad táctica de Herrera para dirigir la lucha antes de ser herido creó las condiciones para que la carga de Uribe tuviera éxito.
Los del gobierno, por su parte, discutían quién era el responsable de la derrota de Peralonso. La mayor parte de la culpa recayó en Villamizar por su conducta como comandante del ejército. Algunas fuentes afirmaron que la carga de Uribe a través del puente La Laja tuvo éxito solo porque el ministro de Guerra, José Santos, había enviado a Villamizar un telegrama ordenándole que cediera el campo a los rebeldes. El telegrama supuestamente decía: “Discreto y urgente. –Generalísimo Villamizar. –El Salado o donde estés. –Mantenerse a la defensiva. Retiro a Pamplona. Permitir que la revolución avance. El gobierno necesita prolongar la situación. Haga circular el mensaje de que nuestra causa debe ser salvada. Destruye esto. Firmado, José Santos.” Sin embargo, no hay evidencia documental de la existencia del telegrama fuera de la literatura secundaria escrita por historiadores.  La primera fuente escrita que hace referencia a esta afirmación es el libro Campaña en Santander de Leonidas Flórez Álvarez de 1938.
Los historiadores desacreditan en gran medida el telegrama por infundado. Martínez argumenta que un pánico contagioso se apoderó de los soldados conservadores en La Laja y se extendió, sin contención, por todo el ejército. René de la Pedraja explica la derrota de los conservadores como resultado de que los soldados del gobierno en La Laja se “desplomaron detrás de los muros porque sin alimentos ni refuerzos y con poca agua, estaban agotados por dos días de lucha casi continua”. Rafael Pardo Rueda sugiere que Valencia creyó erróneamente que la carga de Uribe era mucho más grande de lo que realmente era y, en consecuencia, ordenó la retirada porque pensó que el ejército liberal había tomado la iniciativa.

## Consecuencias

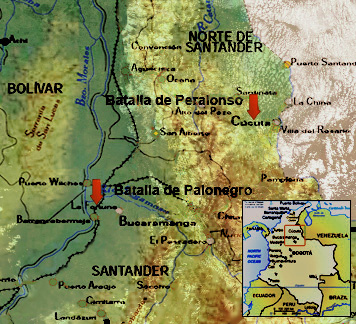
Ubicación del lugar donde ocurrió la batalla de Peralonso y la posterior batalla de Palonegro.

La batalla de Peralonso fue una de las victorias liberales más importantes de la Guerra de los Mil Días. Les dio a los rebeldes las municiones que tanto necesitaban y que los nacionalistas abandonaron en el campo de batalla mientras huían. Revirtió una serie de pérdidas casi constantes que habían sufrido desde el comienzo de la guerra dos meses antes, y elevó a Uribe al estatus de celebridad dentro de las filas liberales. Los liberales afirmaron después que un eclipse lunar el 16 de diciembre, visible desde el campo de batalla, señaló su inminente victoria. 
Sin embargo, los liberales no capitalizaron la victoria de Peralonso. Después de que la popularidad de Uribe aumentara como resultado de su carga por el puente La Laja, Herrera y otros generales liberales conspiraron para limitar su influencia. Herrera y Uribe, en particular, se habían considerado durante mucho tiempo rivales y se despreciaban mutuamente. Con el fin de frenar su ascenso al poder, el 25 de diciembre nombraron a Gabriel Vargas Santos como presidente provisional de los rebeldes de la República de Colombia. Vargas no persiguió a los nacionalistas derrotados;  en cambio, acuarteló su ejército en Bucaramanga durante tres semanas, antes de trasladarse a Cúcuta.  Su inacción no ayudó en nada a una insurrección pro-liberal en Antioquia que se inició el 1 de enero de 1900, inspirado en la victoria de Peralonso. La revuelta en Antioquia fue aplastada en cuestión de semanas. 
Mientras tanto, la dirección del gobierno se vio desorganizada por su derrota en Peralonso. En enero de 1900, Sanclemente reemplazó a Villamizar por Casabianca, el general que el presidente inicialmente pretendía que sirviera como comandante del Teatro del Noreste. Casabianca organizó las fuerzas conservadoras dispersas y las posicionó en el río Chicamocha, al sur de Bucaramanga y al norte de Sogamoso. Esta era la línea defensiva prevista de Casabianca en caso de que los liberales avanzaran sobre Bogotá. 
En las semanas posteriores a Peralonso, los ejércitos liberales obtuvieron victorias en Gramalote y Terán en febrero de 1900, pero en su mayoría permanecieron inactivos.  Acamparon en Cúcuta y sus alrededores hasta abril. No sería hasta mayo que intentaron seriamente entrar al interior de Colombia y amenazar a Bogotá. El ejército del gobierno, ahora bajo el mando de Próspero Pinzón (Casabianca había sido ascendido a ministro de Guerra después de que Sanclemente destituyera a Santos el 2 de mayo), interceptó y derrotó a los liberales en Palonegro.